# 総一 (呼出)
総一（そういち、1981年（昭和56年）1月2日 - ）は、大相撲の十両呼出である。本名は高橋 総一（たかはし そういち）。福岡県糟屋郡志免町出身。二十山部屋→北の湖部屋→山響部屋所属。血液型はA型。

## 履歴
- 2000年1月場所 - 初土俵。序ノ口呼出。
- 2004年1月場所 - 序二段呼出。
- 2007年1月場所 - 三段目呼出。
- 2014年1月場所 - 幕下呼出。
- 2022年1月場所 - 十両呼出。